# 無綫電視外購節目列表
本條目列出曾於無綫電視播放但並非由其公司所製作的節目。

註：節目名稱前的為該節目於無綫電視的首播日期及頻道，節目名稱後的為該節目於其所屬地區的首播年份(如有)。
播出中的節目以此底色標示
粤語配音─無綫電視製作以此底色標示
粤語配音─非無綫電視製作以此底色標示
无粤語配音以此底色標示
| 目錄 |
| --- |
| 電視劇 - 電影 - 動畫 - 紀錄片 - 新聞節目 - 綜藝及資訊節目 - 音樂節目 - 兒童節目 - 大型製作節目 - 特備節目 - 外部連結 |

## 新聞節目
| 首播日期       | 頻道                 | 節目名稱               | 備註                     |
| -------------- | -------------------- | ---------------------- | ------------------------ |
| 不明           | 明珠台               | 華爾街快訊             |                          |
| 199_年__月__日 | 明珠台               | ABC世界新聞            | 與美國ABC同步播放        |
| 1990年1月1日   | 明珠台               | 中國新聞               |                          |
| 1992年10月1日  | 明珠台               | CGTN環球瞭望           | 與中國環球電視網同步播放 |
| 1994年1月1日   | 明珠台               | Bloomberg英語財經新聞  | 與美國彭博電視同步播放   |
| 1997年6月12日  | 明珠台               | 台灣新聞               |                          |
| 200_年__月__日 | 明珠台               | 台灣無綫衛星電視台新聞 |                          |
| 2003年10月13日 | 翡翠台 明珠台        | 瞬間看地球             | 後期製作版               |
| 2018年1月20日  | 無綫財經·資訊台      | 瞬間看地球             | 後期製作版               |
| 2017年8月15日  | 無綫新聞台 TVB新聞台 | 瞬間看地球             | 後期製作版               |
| 2009年6月2日   | 明珠台               | NBC晚間新聞            | 與美國NBC同步播放        |
| 2012年9月3日   | 明珠台               | 荷里活娛樂一周               |                          |
| 2012年9月4日   | 明珠台               | 荷里活娛樂速遞               |                          |
| 附註: 1. 2.    |                      |                        |                          |

## 綜藝及資訊節目
- 明珠台：奥普拉·温弗里秀（The Oprah Winfrey Show)
- 明珠台：瑞秋·雷秀（Rachel Ray）
- 明珠台：全美票房速遞（Box Office America）
- 明珠台：荷里活影後（Hollywood Highlights USA）
- 明珠台：週末夜現場 (Satuday Night Live）
  - 明珠台：週末夜現場（第三十季）（Saturday Night Live Season 30）
  - 明珠台：週末夜現場（第三十一季）（Saturday Night Live Season 31）
  - 明珠台：週末夜現場（第三十二季）（Saturday Night Live Season 32）
  - 明珠台：週末夜現場（第三十三季）（Saturday Night Live Season 33）
  - 明珠台：週末夜現場（第三十四季）（Saturday Night Live Season 34）
  - 明珠台：週末夜現場（第三十五季）（Saturday Night Live Season 35）
- 明珠台：深夜現場（Late Night (NBC)）
  - 明珠台：大卫·莱特曼今夜秀（Late Night with David Letterman）
  - 明珠台：柯南·奧布萊恩今夜秀（Late Night with Conan O'Brien）
  - 明珠台：志颖·法隆今夜秀（Late Night with Jimmy Fallon）

### 遊戲
| 节目名稱                                                                                | 頻道            | 首播日期       | 集數                         | 備註                           |
| 霹靂無敵大隻Show （American Gladiators）                                                | 明珠台          |                |                              |                                |
| 小偵 （Suspect）                                                                        | 明珠台          |                |                              |                                |
| 花旗筋肉大格鬥 （American Gladiators）                                                  | 明珠台          |                |                              |                                |
| 仔仔一堂動起來 （究极の男は谁だ!?最强スポーツ男子顶上决戦）                             | TVB Good Show台 |                | 3（TVB Good Show台） 2（J2） | [ 1 ]                          |
| 天才衝衝衝 天才衝衝衝之萬馬奔騰迎新春 天才衝衝衝之歡喜回娘家 天才衝衝衝之喜氣羊羊迎新春 | J2              | 2008年12月16日 | 第一輯                       |                                |
| 天才衝衝衝 天才衝衝衝之萬馬奔騰迎新春 天才衝衝衝之歡喜回娘家 天才衝衝衝之喜氣羊羊迎新春 | J2              | 第二輯         |                              |                                |
| 天才衝衝衝 天才衝衝衝之萬馬奔騰迎新春 天才衝衝衝之歡喜回娘家 天才衝衝衝之喜氣羊羊迎新春 | J2              | 第三輯         |                              |                                |
| 天才衝衝衝 天才衝衝衝之萬馬奔騰迎新春 天才衝衝衝之歡喜回娘家 天才衝衝衝之喜氣羊羊迎新春 | J2              | 2011年?月?日   | 第四輯                       |                                |
| 天才衝衝衝 天才衝衝衝之萬馬奔騰迎新春 天才衝衝衝之歡喜回娘家 天才衝衝衝之喜氣羊羊迎新春 | J2              | 2012年10月27日 | 第五輯#26                    |                                |
| 天才衝衝衝 天才衝衝衝之萬馬奔騰迎新春 天才衝衝衝之歡喜回娘家 天才衝衝衝之喜氣羊羊迎新春 | J2              | 2014年2月2日   | 天才衝衝衝之萬馬奔騰迎新春   |                                |
| 天才衝衝衝 天才衝衝衝之萬馬奔騰迎新春 天才衝衝衝之歡喜回娘家 天才衝衝衝之喜氣羊羊迎新春 | J2              | 2014年2月3日   | 天才衝衝衝之歡喜回娘家       |                                |
| 天才衝衝衝 天才衝衝衝之萬馬奔騰迎新春 天才衝衝衝之歡喜回娘家 天才衝衝衝之喜氣羊羊迎新春 | J2              | 2015年2月20日  | 天才衝衝衝之喜氣羊羊迎新春   |                                |
| VS嵐 型「嵐」接福 （VS嵐）                                                              | J2              | 2012年4月8日   | 第一辑#26                    |                                |
| VS嵐 型「嵐」接福 （VS嵐）                                                              | J2              | 2012年11月11日 | 第二辑#18                    |                                |
| VS嵐 型「嵐」接福 （VS嵐）                                                              | J2              | 2013年3月31日  | 第三辑#14                    |                                |
| VS嵐 型「嵐」接福 （VS嵐）                                                              | J2              | 2013年9月1日   | 第四辑#40                    |                                |
| VS嵐 型「嵐」接福 （VS嵐）                                                              | J2              | 2013年8月24日  | 第五辑#5                     |                                |
| VS嵐 型「嵐」接福 （VS嵐）                                                              | J2              | 2015年2月19日  | 型「嵐」接福#2               |                                |
| VS嵐 型「嵐」接福 （VS嵐）                                                              | J2              | 2015年5月31日  | 第八辑#10                    |                                |
| 星光單騎日記                                                                            | J2              | 2012年6月12日  | 3                            |                                |
| 矛盾對決 （ほこ×たて）                                                                  | J2              | 2012年11月4日  | 第一辑#22+1                  |                                |
| 矛盾對決 （ほこ×たて）                                                                  | J2              | 2015年5月23日  | 第二辑#19                    |                                |
| BB靠晒你！ （Bet on Your Baby）                                                         | 明珠台          | 2013年8月25日  | 第一季#8                     |                                |
| BB靠晒你！ （Bet on Your Baby）                                                         | 明珠台          | 2014年10月12日 | 第二季#8                     |                                |
| 橫「沖」直撞 （Winter Wipeout）                                                         | 明珠台          | 2013年11月30日 | 第五季#25                    | TVB网页 （页面存档备份，存于） |
| 橫「沖」直撞 （Winter Wipeout）                                                         | 明珠台          | 2014年6月21日  | 第六季#17                    | TVB网页 （页面存档备份，存于） |
| 橫「沖」直撞 （Winter Wipeout）                                                         | 明珠台          | 2015年3月29日  | 第七季#16                    | TVB网页 （页面存档备份，存于） |

### 真人秀
| 节目名稱                                                                                    | 頻道               | 首播日期       | 集數                     | 備註               |
| 迷失之旅 （Lost）                                                                           | 明珠台             | 不明           |                          |                    |
| 格鬥任務 （Combat Missions）                                                                | 明珠台             | 不明           |                          |                    |
| 粉雄救兵 （Queer Eye）                                                                      | 明珠台             | 不明           |                          |                    |
| 搵Jack嫂 （Outback Jack）                                                                   | 明珠台             | 不明           |                          |                    |
| 富貴險中求 （The Rebel Billionaire: Branson's Quest for the Best）                          | 明珠台             | 不明           |                          |                    |
| 保你大911 （Nanny 911）                                                                     | 明珠台             | 不明           |                          |                    |
| BB保你大 （Super Nanny）                                                                    | 明珠台             | 不明           |                          |                    |
| J.D.超模公司 （The Janice Dickinson Modeling Agency）                                       | 明珠台             | 不明           |                          |                    |
| 舞一叮 （So You Think You Can Dance）                                                       | 明珠台             | 不明           |                          |                    |
| 卧底俏王子 （The Undercover Princes）                                                       | 明珠台             | 不明           |                          |                    |
| 高廚 （Top Chef）                                                                           | 明珠台             | 不明           |                          |                    |
| 百萬富翁 （Who Wants to Be a Millionaire）                                                  | 明珠台             | 不明           |                          |                    |
| 購物街 （The Price Is Right）                                                               | 明珠台             | 不明           | 第一季集数不明           |                    |
| 購物街 （The Price Is Right）                                                               | 明珠台             | 不明           | 第二季集数不明           |                    |
| 購物街 （The Price Is Right）                                                               | 明珠台             | 不明           | 第三季集数不明           |                    |
| 一擲千金 （Deal or No Deal）                                                                | 明珠台             | 不明           | 第一季集数不明           |                    |
| 一擲千金 （Deal or No Deal）                                                                | 明珠台             | 不明           | 第二季集数不明           |                    |
| 以一敵百 （1 vs. 100）                                                                      | 明珠台             | 不明           |                          |                    |
| 奪寶奇Show （The Amazing Race）                                                             | 明珠台             | 不明           | 第一季集数不明           |                    |
| 奪寶奇Show （The Amazing Race）                                                             | 明珠台             | 不明           | 第二季集数不明           |                    |
| 奪寶奇Show （The Amazing Race）                                                             | 明珠台             | 不明           | 第三季集数不明           |                    |
| 奪寶奇Show （The Amazing Race）                                                             | 明珠台             | 不明           | 第三季#11                |                    |
| 奪寶奇Show （The Amazing Race）                                                             | 明珠台             | 不明           | 第四季集数不明           |                    |
| 奪寶奇Show （The Amazing Race）                                                             | 明珠台             | 不明           | 第五季集数不明           |                    |
| 奪寶奇Show （The Amazing Race）                                                             | 明珠台             | 不明           | 第六季集数不明           |                    |
| 奪寶奇Show （The Amazing Race）                                                             | 明珠台             | 不明           | 第七季集数不明           |                    |
| 奪寶奇Show （The Amazing Race）                                                             | 明珠台             | 不明           | 第九季集数不明           |                    |
| 奪寶奇Show （The Amazing Race）                                                             | 明珠台             | 不明           | 第十季集数不明           |                    |
| 奪寶奇Show （The Amazing Race）                                                             | 明珠台             | 不明           | 第十一季集数不明         |                    |
| 奪寶奇Show （The Amazing Race）                                                             | 明珠台             | 不明           | 第十二季集数不明         |                    |
| 奪寶奇Show （The Amazing Race）                                                             | 明珠台             | 2011年7月8日   | 第十三季#11              |                    |
| 奪寶奇Show （The Amazing Race）                                                             | 明珠台             | 2012年8月19日  | 第十四季#12              |                    |
| 奪寶奇Show （The Amazing Race）                                                             | 明珠台             | 2013年10月27日 | 第二十季#12              |                    |
| 奪寶奇Show （The Amazing Race）                                                             | 明珠台             | 2014年7月10日  | 第二十三季#12            |                    |
| 奪寶奇Show （The Amazing Race）                                                             | 明珠台             | 2015年10月30日 | 第二十五季#12            |                    |
| 奪寶奇Show （The Amazing Race）                                                             | 明珠台             | 2016年5月13日  | 第二十七季#12            |                    |
| 奪寶奇Show （The Amazing Race）                                                             | 明珠台             | 2017年5月5日   | 第二十八季#12            |                    |
| 奪寶奇Show （The Amazing Race）                                                             | 明珠台             | 2018年1月5日   | 第二十九季#12            |                    |
| 日本人妻在遠方 （世界の日本人妻は見た!）                                                    | TVB Good Show台    | 不明           | 12                       | [ 1 ]              |
| 得意寵物大檢閱 （ペット大行进! ど〜ぶつくん）                                               | TVB生活台          | 不明           | 15                       | [ 1 ]              |
| 全美超級模特兒新秀大賽 （America's Next Top Model）                                         | 明珠台             | 2004年3月6日   | 第一季#9                 |                    |
| 全美超級模特兒新秀大賽 （America's Next Top Model）                                         | 明珠台             | 2004年4月25日  | 第二季#11                |                    |
| 全美超級模特兒新秀大賽 （America's Next Top Model）                                         | 明珠台             | 2004年12月12日 | 第三季#13                |                    |
| 全美超級模特兒新秀大賽 （America's Next Top Model）                                         | 明珠台             | 2005年5月29日  | 第四季#13                |                    |
| 全美超級模特兒新秀大賽 （America's Next Top Model）                                         | 明珠台             | 2005年11月6日  | 第五季#13                |                    |
| 全美超級模特兒新秀大賽 （America's Next Top Model）                                         | 明珠台             | 2006年7月16日  | 第六季#13                |                    |
| 全美超級模特兒新秀大賽 （America's Next Top Model）                                         | 明珠台             | 2006年11月5日  | 第七季#13                |                    |
| 全美超級模特兒新秀大賽 （America's Next Top Model）                                         | 明珠台             | 2007年4月22日  | 第八季#13                |                    |
| 全美超級模特兒新秀大賽 （America's Next Top Model）                                         | 明珠台             | 2007年10月28日 | 第九季#13                |                    |
| 全美超級模特兒新秀大賽 （America's Next Top Model）                                         | 明珠台             | 2008年9月21日  | 第十季#13                |                    |
| 全美超級模特兒新秀大賽 （America's Next Top Model）                                         | 明珠台             | 2009年10月11日 | 第十一季#13              |                    |
| 全美超級模特兒新秀大賽 （America's Next Top Model）                                         | 明珠台             | 2010年1月10日  | 第十二季#13              | 紧接第十一季后播放 |
| 全美超級模特兒新秀大賽 （America's Next Top Model）                                         | 明珠台             | 2010年10月24日 | 第十三季#13              |                    |
| 全美超級模特兒新秀大賽 （America's Next Top Model）                                         | 明珠台             | 2011年8月28日  | 第十四季#13              |                    |
| 全美超級模特兒新秀大賽 （America's Next Top Model）                                         | 明珠台             | 2012年5月6日   | 第十五季#13              |                    |
| 全美超級模特兒新秀大賽 （America's Next Top Model）                                         | 明珠台             | 2013年5月26日  | 第十八季#13              |                    |
| 全美超級模特兒新秀大賽 （America's Next Top Model）                                         | 明珠台             | 2014年6月22日  | 第二十季#16              |                    |
| 飛黃騰達 （The Apprentice）                                                                 | 明珠台             | 2004年5月8日   | 第一辑#14                |                    |
| 飛黃騰達 （The Apprentice）                                                                 | 明珠台             | 未知           | 第二辑#16                |                    |
| 飛黃騰達 （The Apprentice）                                                                 | 明珠台             | 2005年5月7日   | 第三辑#16                |                    |
| 飛黃騰達 （The Apprentice）                                                                 | 明珠台             | 2005年12月10日 | 第四辑#13                |                    |
| 飛黃騰達 （The Apprentice）                                                                 | 明珠台             | 未知           | 第五辑#15                |                    |
| 飛黃騰達 （The Apprentice）                                                                 | 明珠台             | 2007年3月3日   | 第六辑#14                |                    |
| 飛黃騰達 （The Apprentice）                                                                 | 明珠台             | 2008年6月7日   | 第七辑#13                |                    |
| 全美一叮 （America's Got Talent）                                                           | 明珠台             | 2007年8月25日  | 第一季                   |                    |
| 全美一叮 （America's Got Talent）                                                           | 明珠台             | 2011年4月9日   | 第五季#44                |                    |
| 全美一叮 （America's Got Talent）                                                           | 明珠台             | 2012年8月25日  | 第六季#44                |                    |
| 全美一叮 （America's Got Talent）                                                           | 明珠台             | 2013年10月31日 | 第七季#44                |                    |
| 全美一叮 （America's Got Talent）                                                           | 明珠台             | 2014年11月29日 | 第八季#43                |                    |
| 全美一叮 （America's Got Talent）                                                           | 明珠台             | 2015年10月3日  | 第九季#43                |                    |
| 全美一叮 （America's Got Talent）                                                           | 明珠台             | 2016年5月14日  | 第十季#42                |                    |
| 全美一叮 （America's Got Talent）                                                           | 明珠台             | 2017年1月15日  | 第十一季#42              |                    |
| 全美一叮 （America's Got Talent）                                                           | 明珠台             | 2017年8月23日  | 第十二季#42              |                    |
| 笑笑小電影 笑笑小电影之笑声贺金蛇 笑笑小电影之笑笑哈啰喂 （America's Funniest Home Videos） | 明珠台             | 2010年8月14日  | 第十九季集数不明         |                    |
| 笑笑小電影 笑笑小电影之笑声贺金蛇 笑笑小电影之笑笑哈啰喂 （America's Funniest Home Videos） | 明珠台             | 2011年2月20日  | 第二十季集数不明         |                    |
| 笑笑小電影 笑笑小电影之笑声贺金蛇 笑笑小电影之笑笑哈啰喂 （America's Funniest Home Videos） | 明珠台             | 2012年1月21日  | 第二十一季集数不明       |                    |
| 笑笑小電影 笑笑小电影之笑声贺金蛇 笑笑小电影之笑笑哈啰喂 （America's Funniest Home Videos） | 明珠台             | 2013年2月10日  | 笑笑小电影之笑声贺金蛇   |                    |
| 笑笑小電影 笑笑小电影之笑声贺金蛇 笑笑小电影之笑笑哈啰喂 （America's Funniest Home Videos） | 明珠台             | 2013年2月23日  | 第二十三季#42            |                    |
| 笑笑小電影 笑笑小电影之笑声贺金蛇 笑笑小电影之笑笑哈啰喂 （America's Funniest Home Videos） | 明珠台             | 2013年10月19日 | 笑笑小电影之笑笑哈啰喂#2 |                    |
| 笑笑小電影 笑笑小电影之笑声贺金蛇 笑笑小电影之笑笑哈啰喂 （America's Funniest Home Videos） | 明珠台             | 2013年12月28日 | 第二十四季#44            |                    |
| 笑笑小電影 笑笑小电影之笑声贺金蛇 笑笑小电影之笑笑哈啰喂 （America's Funniest Home Videos） | 明珠台             | 2015年1月19日  | 第二十五季#44            |                    |
| 笑笑小電影 笑笑小电影之笑声贺金蛇 笑笑小电影之笑笑哈啰喂 （America's Funniest Home Videos） | 明珠台             | 2015年12月12日 | 第二十六季#44            |                    |
| 笑笑小電影 笑笑小电影之笑声贺金蛇 笑笑小电影之笑笑哈啰喂 （America's Funniest Home Videos） | 明珠台             | 2016年12月3日  | 第二十七季#42            |                    |
| 笑笑小電影 笑笑小电影之笑声贺金蛇 笑笑小电影之笑笑哈啰喂 （America's Funniest Home Videos） | 明珠台             | 2017年9月23日  | 第二十八季#42            |                    |
| 六嚿腹肌拯救隊 （Bondi Rescue）                                                             | J2                 | 2010年8月20日  | 第一季#8                 |                    |
| 六嚿腹肌拯救隊 （Bondi Rescue）                                                             | J2                 | 2010年9月24日  | 第二季#10                |                    |
| 六嚿腹肌拯救隊 （Bondi Rescue）                                                             | J2                 | 2010年10月29日 | 第三季#14                |                    |
| 六嚿腹肌拯救隊 （Bondi Rescue）                                                             | J2                 | 2010年12月17日 | 第四季#13                |                    |
| 六嚿腹肌拯救隊 （Bondi Rescue）                                                             | J2                 | 201?年?月?日   | 第五季                   |                    |
| 六嚿腹肌拯救隊 （Bondi Rescue）                                                             | J2                 | 2014年1月19日  | 第六季#14                |                    |
| 六嚿腹肌拯救隊 （Bondi Rescue）                                                             | J2                 | 2014年12月7日  | 第七季#13                |                    |
| 六嚿腹肌拯救隊 （Bondi Rescue）                                                             | J2                 | 2015年3月8日   | 第八季#13                |                    |
| 六嚿腹肌拯救隊 （Bondi Rescue）                                                             | J2                 | 2017年9月17日  | 第九季#13                |                    |
| 六嚿腹肌拯救隊 （Bondi Rescue）                                                             | J2                 | 2017年12月31日 | 第十季#13                |                    |
| 擺家樂                                                                                      | J2                 | 2011年?月?日   | 第三輯#28                |                    |
| 擺家樂                                                                                      | J2                 | 2015年3月1日   | 第五輯#13                |                    |
| 天橋驕子 （Project Runway）                                                                 | 明珠台             | 2011年1月1日   | 第七季#14                |                    |
| 天橋驕子 （Project Runway）                                                                 | 明珠台             | 2012年2月11日  | 第八季#25                |                    |
| 天橋驕子 （Project Runway）                                                                 | 明珠台             | 2013年6月29日  | 第九季#15                |                    |
| 天橋驕子 （Project Runway）                                                                 | 明珠台             | 2014年8月28日  | 第十季#14                |                    |
| 天橋驕子 （Project Runway）                                                                 | 明珠台             | 2015年6月11日  | 第十一季#15              |                    |
| 人在野 人在野求生锦囊 人在野绝密档案 人在野周末狂热 （Man vs Wild）                         | 明珠台             | 2011年1月5日   | 第三季#12                |                    |
| 人在野 人在野求生锦囊 人在野绝密档案 人在野周末狂热 （Man vs Wild）                         | 明珠台             | 2011年7月27日  | 第四季#13                |                    |
| 人在野 人在野求生锦囊 人在野绝密档案 人在野周末狂热 （Man vs Wild）                         | 明珠台             | 2011年10月26日 | 第五季#10                |                    |
| 人在野 人在野求生锦囊 人在野绝密档案 人在野周末狂热 （Man vs Wild）                         | 明珠台             | 2012年10月10日 | 人在野求生锦囊           |                    |
| 人在野 人在野求生锦囊 人在野绝密档案 人在野周末狂热 （Man vs Wild）                         | 明珠台             | 2012年10月17日 | 第六季#10                |                    |
| 人在野 人在野求生锦囊 人在野绝密档案 人在野周末狂热 （Man vs Wild）                         | 明珠台             | 2012年12月26日 | 人在野绝密档案           |                    |
| 人在野 人在野求生锦囊 人在野绝密档案 人在野周末狂热 （Man vs Wild）                         | 明珠台             | 2013年1月2日   | 人在野周末狂热#2         |                    |
| 咁都著出街? （You're Wearing That?!?）                                                      | 明珠台             | 2011年1月27日  | 9                        |                    |
| 富貴迫人來 （How'd You Get So Rich?）                                                       | 明珠台             | 2011年5月19日  | 6                        |                    |
| 魔幻大师 （Masters of Illusion）                                                            | 明珠台             | 2011年8月14日  | 13                       |                    |
| 型男設計 （Designer Guys）                                                                  | 高清翡翠台         | 2012年2月19日  | 第五季#26                |                    |
| 世界衝擊影像社 （(株)世界冲撃映像社）                                                       | 翡翠台             | 2012年2月25日  | 7                        | 后期制作版         |
| 世界衝擊影像社 （(株)世界冲撃映像社）                                                       | 高清翡翠台         | 2013年7月14日  | 17                       | 原版               |
| 星耀冰舞台 （김연아의 키스 & 크라이）                                                       | J2                 | 2012年3月3日   | 14                       |                    |
| 人在絕境 （Worst-Case Scenario）                                                            | 明珠台             | 2012年4月19日  | 12                       |                    |
| 千奇百趣寵物營 （〜どうぶつ冒険バラエティ〜ワンダ!）                                        | 無線生活台         | 2012年6月      | 第一輯#14                | [ 1 ]              |
| 千奇百趣寵物營 （〜どうぶつ冒険バラエティ〜ワンダ!）                                        | TVB Good Show台    | 2013年10月     | 第二輯#12                | [ 1 ]              |
| 趣爆智多Kid （Seriously Funny Kids）                                                        | 明珠台             | 2012年6月17日  | 20                       |                    |
| 解开读心术 （Mentalisn't）                                                                  | 明珠台             | 2012年7月12日  | 6                        |                    |
| 蛋糕艺术 （Planet Cake）                                                                    | 明珠台             | 2012年9月13日  | 8                        |                    |
| 求愛俏王子 （Secret Princes）                                                               | 明珠台             | 2013年1月25日  | 5                        |                    |
| 超級狗模大賽 （Top Dog Model）                                                              | 明珠台             | 2013年3月22日  | 6                        |                    |
| 超級猩媽 （Chimp Mommy）                                                                    | 明珠台             | 2013年3月29日  | 2                        |                    |
| 玩命全接触 （Wild Things with Dominic Monaghan）                                            | 明珠台             | 2013年4月4日   | 第一季#8                 |                    |
| 玩命全接触 （Wild Things with Dominic Monaghan）                                            | 明珠台             | 2015年8月10日  | 第二季#10                |                    |
| 玩命全接触 （Wild Things with Dominic Monaghan）                                            | 明珠台             | 2016年12月19日 | 第三季#13                |                    |
| 地獄酒店 （Hotel Hell）                                                                     | 明珠台             | 2013年4月14日  | 第一季#8                 |                    |
| 地獄酒店 （Hotel Hell）                                                                     | 明珠台             | 2015年2月5日   | 第二季#8                 |                    |
| 變臉擂台 （Face Off）                                                                       | 明珠台             | 2013年6月6日   | 第一季#8                 |                    |
| 變臉擂台 （Face Off）                                                                       | 明珠台             | 2014年3月30日  | 第二季#10                |                    |
| 都市馴狗師 （Dogs in the City）                                                             | 明珠台             | 2013年6月28日  | 6                        |                    |
| 志村動物園 （天才!志村どうぶつ園）                                                          | J2                 | 2013年7月14日  | 第1辑#13                 |                    |
| 志村動物園 （天才!志村どうぶつ園）                                                          | J2                 | 2013年10月13日 | 第2辑#13                 |                    |
| 志村動物園 （天才!志村どうぶつ園）                                                          | J2                 | 2014年4月20日  | 第3辑#12                 |                    |
| 真愛險中尋 （Love in the Wild）                                                             | 明珠台             | 2013年8月1日   | 第一季#8                 |                    |
| 型男讀心術 （Deception with Keith Barry）                                                   | 明珠台             | 2013年8月5日   | 4                        |                    |
| Circus香港大爆走                                                                            | J2                 | 2013年8月31日  | 12                       |                    |
| 大狒狒真人秀 （Big Baboon House）                                                           | 明珠台             | 2013年9月20日  | 3                        |                    |
| 出位餐廳 （World's Weirdest Restaurants）                                                   | 明珠台             | 2013年9月26日  | 第一季#13                | [ 2 ]              |
| 出位餐廳 （World's Weirdest Restaurants）                                                   | 明珠台             | 2013年12月26日 | 第二季#15                | [ 2 ] [ 1 ]        |
| 爸爸! 我們去哪兒? （아빠! 어디가?）                                                         | TVB Good Show台    | 2013年9月28日  | 第一季#1-22              |                    |
| 爸爸! 我們去哪兒? （아빠! 어디가?）                                                         | TVB Good Show台    | 2013年5月24日  | 第一季#23-55             |                    |
| 爸爸! 我們去哪兒? （아빠! 어디가?）                                                         | TVB Good Show台    | 2015年1月10日  | 第二季#1-12              |                    |
| 爸爸! 我們去哪兒? （아빠! 어디가?）                                                         | TVB Window         | 2015年4月9日   | 第二季#13-49             |                    |
| 世外野人 （Where the Wild Men Are with Ben Fogle）                                          | 明珠台             | 2013年10月9日  | 第一季#4                 |                    |
| 世外野人 （Where the Wild Men Are with Ben Fogle）                                          | 明珠台             | 2014年7月16日  | 第二季#4                 |                    |
| 世外野人 （Where the Wild Men Are with Ben Fogle）                                          | 明珠台             | 2015年6月1日   | 第三季#4                 |                    |
| 瘋狂健力士 （Guinness World Records Gone Wild）                                             | 明珠台             | 2013年10月19日 | 第一季#6                 |                    |
| 冒險Teen王 （Deadly Mission Madagascar）                                                    | 明珠台             | 2013年11月3日  | 10                       |                    |
| DANCING 9 （댄싱9）                                                                         | 高清翡翠台         | 2013年11月17日 | 第一季12                 |                    |
| DANCING 9 （댄싱9）                                                                         | TVB Window         | 2015年         | 第二季10                 |                    |
| 花樣爺爺 （꽃보다 할배）                                                                    | TVB Good Show台    | 2013年12月22日 | 第一季#14                | [ 2 ]              |
| 花樣爺爺 （꽃보다 할배）                                                                    | TVB Good Show台    | 2015年2月8日   | 第二季#8                 | [ 2 ]              |
| 花樣爺爺 （꽃보다 할배）                                                                    | TVB Window         | 2015年6月24日  | 第三季#8                 |                    |
| 机场的日与夜 （Airport 24/7）                                                               | 明珠台             | 2014年1月15日  | 4                        |                    |
| 布朗玩心戰 （Derren Brown Fear and Faith）                                                  | 明珠台             | 2014年1月26日  | 2                        |                    |
| 清潭洞111 （청담동 111）                                                                    | J2                 | 2014年2月3日   | 8                        |                    |
| 爸爸去哪兒                                                                                  | TVB Good Show台    | 2014年3月1日   | 第一季#12                | [ 1 ]              |
| 爸爸去哪兒                                                                                  | J2                 | 2014年11月2日  | 第二季#16                | [ 3 ]              |
| 爸爸去哪兒                                                                                  | TVB Window         | 2015年10月10日 | 第三季#12 （16）         | [ 2 ]              |
| 布朗啟示錄 （Derren Brown Apocalypse）                                                      | 明珠台             | 2014年3月16日  | 2                        |                    |
| 花樣姐姐 （꽃보다 누나）                                                                    | TVB Good Show台    | 2014年3月30日  | 8                        |                    |
| 千奇百趣大挑戰 （世界の果てまでイッテQ!）                                                   | TVB Good Show台    | 2014年4月      | 第一輯#13                |                    |
| 眼釘·贏躉樓 （The Apartment Style Edition）                                                 | J2                 | 2014年5月18日  | 第一辑#8                 |                    |
| 眼釘·贏躉樓 （The Apartment Style Edition）                                                 | J2                 | 2014年12月7日  | 第二辑#10                |                    |
| 眼釘·贏躉樓 （The Apartment Style Edition）                                                 | J2                 | 2015年5月31日  | 第三辑#10                |                    |
| 走遍天涯打工樂                                                                              | J2                 | 2014年6月6日   | 13                       |                    |
| 全英一叮 （Britain's Got Talent）                                                           | 明珠台             | 2014年7月19日  | 第八季#18                |                    |
| 全英一叮 （Britain's Got Talent）                                                           | 明珠台             | 2016年3月5日   | 第九季#18                |                    |
| 全英一叮 （Britain's Got Talent）                                                           | 明珠台             | 2016年10月29日 | 第十季#23                |                    |
| 极地冒险王 （Deadly Pole to Pole）                                                          | 明珠台             | 2014年7月20日  | 31                       |                    |
| 玩命王 （The Incredible Mr. Goodwin）                                                       | 明珠台             | 2014年8月13日  | 5                        |                    |
| 魔法型男 （Magic Man）                                                                      | 明珠台             | 2014年8月15日  | 8                        |                    |
| 真的漢子 （진짜 사나이）                                                                    | J2                 | 2014年8月16日  | 22                       |                    |
| 狗狗安乐窝 （Cesar Millan's Leader of the Pack）                                            | 明珠台             | 2014年9月2日   | 12                       |                    |
| 奇藝·木蘭 （The Legend of Mulan）                                                           | 高清翡翠台         | 2014年10月1日  | 1                        |                    |
| 我要做超模 （Supermodelme）                                                                 | 明珠台             | 2014年10月11日 | 第四季#12                |                    |
| 星光熠熠魔法骚 （David Blaine Real or Magic）                                               | 明珠台             | 2014年12月31日 | 1                        |                    |
| 美國小廚神 （MasterChef Junior）                                                            | 明珠台             | 2015年1月9日   | 第一季#7                 |                    |
| 美國小廚神 （MasterChef Junior）                                                            | 明珠台             | 2016年1月29日  | 第二季#7                 |                    |
| 美國小廚神 （MasterChef Junior）                                                            | 明珠台             | 2016年3月18日  | 第三季#8                 |                    |
| 美國小廚神 （MasterChef Junior）                                                            | 明珠台             | 2017年1月15日  | 第四季#12                |                    |
| 打工看世界                                                                                  | J2                 | 2015年1月23日  | 8                        |                    |
| 祖孫玩很大                                                                                  | 高清翡翠台         | 2015年2月21日  | 20                       |                    |
| 虾碌冒险王 （Deadly Bloopers）                                                              | 明珠台             | 2015年3月8日   | 1                        |                    |
| 花樣青春 （꽃보다 청춘）                                                                    | TVB Window         | 2015年4月8日   | 11                       | [ 1 ]              |
| 奔跑吧兄弟                                                                                  | TVB Window         | 2015年4月10日  | 第一季#16                | [ 1 ]              |
| 奔跑吧兄弟                                                                                  | TVB Window／綜藝台 | 2015年10月16日 | 第二季#12                |                    |
| 奔跑吧兄弟                                                                                  | 綜藝台             | 2016年8月7日   | 第三季#12                |                    |
| 奔跑吧兄弟                                                                                  | 綜藝台             | 2016年10月30日 | 第四季#12                |                    |
| 最强大脑                                                                                    | 高清翡翠台         | 2015年4月12日  | 第一季#12                | [ 3 ]              |
| 最强大脑                                                                                    | J5                 | 2016年8月24日  | 第二季#12                | [ 3 ]              |
| 最强大脑                                                                                    | 綜藝台             | 2018年         | 第三季#12                |                    |
| 脑力大作战 （Brain Games）                                                                  | 明珠台             | 2015年6月14日  | 第二季#12                |                    |
| 脑力大作战 （Brain Games）                                                                  | 明珠台             | 2016年8月24日  | 第三季#10                |                    |
| 脑力大作战 （Brain Games）                                                                  | 明珠台             | 2016年11月2日  | 第四季#10                |                    |
| 脑力大作战 （Brain Games）                                                                  | 明珠台             | 2017年2月15日  | 第五季#10                |                    |
| 脑力大作战 （Brain Games）                                                                  | 明珠台             | 2017年4月26日  | 第六季#10                |                    |
| 星级人在野 （Bear Grylls: Mission Survive）                                                 | 明珠台             | 2015年6月29日  | 第一季#6                 |                    |
| 星级人在野 （Bear Grylls: Mission Survive）                                                 | 明珠台             | 2016年8月8日   | 第二季#6                 |                    |
| 一路上有你                                                                                  | TVB Window         | 2015年7月18日  | 第一季#12                | [ 2 ]              |
| 一路上有你                                                                                  | 綜藝台             | 2016年5月15日  | 第二季#12                | [ 2 ]              |
| 花樣姐姐                                                                                    | TVB Window         | 2015年7月24日  | 12                       | [ 2 ]              |
| Share house （셰어하우스）                                                                            | TVB Window         | 2015年8月30日  | 12                       |                    |
| 一日三餐                                                                                    | TVB Window         | 2015年11月11日 | 11                       | [ 1 ]              |
| 我的青春高8度                                                                               | J2                 |                | 30                       |                    |
| 都市的法則 （도시의 법칙）                                                                  | J2                 |                | 30                       | [ 3 ]              |
| 附註:                                                                                       |                    |                |                          |                    |

### 飲食
| 节目名稱                                                 | 頻道              | 首播日期       | 集數      | 備註  |
| 地獄廚神美食自由行 （Gordon's Great Escape）             | 明珠台            | 2011年10月21日 | 第一季#3  |       |
| 地獄廚神美食自由行 （Gordon's Great Escape）             | 明珠台            | 2011年11月11日 | 第二季#4  |       |
| 地獄廚神救鯊行動 （Gordon Ramsay: Shark Bait）           | 明珠台            | 2012年2月6日   | #1        |       |
| 飲食男女                                                 | 高清翡翠台        | 2012年2月19日  | 第一辑#13 |       |
| 飲食男女                                                 | J2                | 2012年5月29日  | 第二辑#35 | [ 2 ] |
| 飲食男女                                                 | J2                | 2013年10月2日  | 第三辑#22 |       |
| 至尊美食王                                               | J2                | 2012年7月21日  | #13       |       |
| 地獄廚神住家菜 （Gordon Ramsay's Ultimate Home Cooking） | 明珠台            | 2014年10月15日 | #20       |       |
| 12道鋒味                                                 | 翡翠台 高清翡翠台 | 2014年10月18日 | 第一季#12 |       |
| 12道鋒味                                                 | 高清翡翠台        | 2015年9月26日  | 第二季#12 |       |
| 12道鋒味                                                 | J5                | 2016年11月16日 | 第三季#12 |       |
| 美食第一等                                               | J2                | 2016年8月19日  | #13       |       |

- 明珠台：芝味無窮（Cheese Slices，2011年3月2日，第五季#10，2013年5月7日，第六季#10）
- 明珠台：訂位請早（Reservations Required）
- 明珠台：靚太廚房（Nigella Feasts）
- 明珠台：奇形怪餐（Heston's Feasts，2011年1月3日，#5）

### 旅遊
| 节目名稱                                                                                           | 頻道                        | 首播日期       | 集數        | 備註 |
| 冒險王                                                                                             | J2                          | 2011年?月?日   | 第七輯#26   |      |
| 冒險王                                                                                             | J2                          | 2012年5月21日  | 第八輯#26   |      |
| 冒險王                                                                                             | J2                          | 2012年11月19日 | 第九輯#26   |      |
| 冒險王                                                                                             | J2                          | 2013年5月27日  | 第十輯#26   |      |
| 冒險王                                                                                             | J2                          | 2013年11月25日 | 第十一輯#18 |      |
| 冒險王                                                                                             | J2                          | 2018年4月17日  | 第十二輯#13 |      |
| 世界第一等                                                                                         | J2                          | 2011年?月?日   | 第一輯      |      |
| 世界第一等                                                                                         | J2                          | 2012年7月12日  | 第二輯#26   |      |
| 世界第一等                                                                                         | J2                          | 2013年1月17日  | 第三輯#26   |      |
| 世界第一等                                                                                         | J2                          | 2013年12月12日 | 第四輯#26   |      |
| 世界第一等                                                                                         | J2                          | 2014年6月26日  | 第五輯#26   |      |
| 世界第一等                                                                                         | J2                          | 2015年6月4日   | 第六輯#26   |      |
| 世界第一等                                                                                         | J2                          | 2015年12月24日 | 第七輯#26   |      |
| 世界第一等                                                                                         | J2                          | 2016年10月17日 | 第八輯#26   |      |
| 世界第一等                                                                                         | J2                          | 2017年4月17日  | 第九輯#26   |      |
| 世界第一等                                                                                         | J2                          | 2018年6月5日   | 第十輯#26   |      |
| 80後環遊世界 （좌충우돌 두 남자의 만국유람기）                                                     | J2                          | 2011年?月?日   | 第六輯      |      |
| 80後環遊世界 （좌충우돌 두 남자의 만국유람기）                                                     | J2                          | 2012年7月4日   | 第七輯#11   |      |
| 80後環遊世界 （좌충우돌 두 남자의 만국유람기）                                                     | J2                          | 2012年9月19日  | 第八輯#11   |      |
| 80後環遊世界 （좌충우돌 두 남자의 만국유람기）                                                     | J2                          | 2013年9月18日  | 第九輯#17   |      |
| 80後環遊世界 （좌충우돌 두 남자의 만국유람기）                                                     | J2                          | 2014年1月15日  | 第十輯#12   |      |
| 80後環遊世界 （좌충우돌 두 남자의 만국유람기）                                                     | J2                          | 2014年6月18日  | 第十一輯#12 |      |
| 80後環遊世界 （좌충우돌 두 남자의 만국유람기）                                                     | J2                          | 2015年7月6日   | 第十二輯#12 |      |
| 80後環遊世界 （좌충우돌 두 남자의 만국유람기）                                                     | J2                          | 2015年9月28日  | 第十三輯#12 |      |
| 80後環遊世界 （좌충우돌 두 남자의 만국유람기）                                                     | J2                          | 2016年12月13日 | 第十四輯#12 |      |
| 80後環遊世界 （좌충우돌 두 남자의 만국유람기）                                                     | J2                          | 2018年8月3日   | 第十五輯#12 |      |
| 世界正美麗                                                                                         | J2                          | 2011年?月?日   | 第?輯       |      |
| 世界正美麗                                                                                         | J2                          | 2014年7月24日  | 第十輯#20   |      |
| 世界正美麗                                                                                         | J2                          | 2016年7月14日  | 第十一輯#13 |      |
| 世界正美麗                                                                                         | J2                          | 2017年8月29日  | 第十二輯#26 |      |
| 在中國的故事                                                                                       | J2                          | 2012年1月13日  | 第一輯#33   |      |
| 在中國的故事                                                                                       | J2                          | 2013年8月23日  | 第二輯#26   |      |
| 世界那麼大                                                                                         | J2                          | 2012年1月17日  | 第四輯#30   |      |
| 世界那麼大                                                                                         | J2                          | 2012年9月4日   | 第五輯#9    |      |
| 世界那麼大                                                                                         | J2                          | 2012年11月6日  | 第六輯#26   |      |
| 世界那麼大                                                                                         | J2                          | 2013年5月14日  | 第七輯#26   |      |
| 世界那麼大                                                                                         | J2                          | 2013年11月12日 | 第八輯#28   |      |
| 速遊達人 （世界!弾丸トラベラー）                                                                   | J2                          | 2012年4月4日   | 7           |      |
| 星光單騎日記                                                                                       | J2                          | 2012年6月13日  | 3           |      |
| 自由發揮旅行團                                                                                     | J2                          | 2012年11月16日 | 第一輯#26   |      |
| 自由發揮旅行團                                                                                     | J2                          | 2014年3月7日   | 第二輯#26   |      |
| 自由發揮旅行團                                                                                     | J2                          | 2015年4月17日  | 第三輯#26   |      |
| 自由發揮旅行團                                                                                     | J2                          | 2015年10月16日 | 第四輯#26   |      |
| 自由發揮旅行團                                                                                     | J2                          | 2016年11月17日 | 第五輯#26   |      |
| 自由發揮旅行團                                                                                     | J2                          | 2017年9月14日  | 第六輯#26   |      |
| 自由發揮旅行團                                                                                     | J2                          | 2018年6月28日  | 第七輯#24   |      |
| 發現大絲路                                                                                         | 高清翡翠台                  | 2013年1月13日  | 第一輯#13   |      |
| 發現大絲路                                                                                         | 高清翡翠台                  | 2014年7月20日  | 第二輯#13   |      |
| 發現大絲路                                                                                         | J5                          | 2016年2月22日  | 第三輯#13   |      |
| 發現大絲路                                                                                         | J5                          | 2016年5月21日  | 第四輯#13   |      |
| 上野樹里春櫻行 （上野樹里が行く！桜前線大追跡 ～ヒマラヤから日本列島5400キロの桜ロード～）         | J2                          | 2013年2月11日  | 2           |      |
| 千秋樂在土耳其 （地球大紀行スペシャル 世界海峡イスタンブール〜玉木宏 アジア紀行 最果ての海へ！〜） | J2                          | 2013年2月13日  | 1           |      |
| 驚奇大冒險                                                                                         | J2                          | 2013年4月10日  | 第一輯#13   |      |
| 驚奇大冒險                                                                                         | J2                          | 2014年4月7日   | 第二輯#13   |      |
| 與星同行                                                                                           | J2                          | 2013年5月18日  | 第三輯#5    |      |
| 與星同行                                                                                           | J2                          | 2013年6月22日  | 第二輯#3    |      |
| 與星同行                                                                                           | J2                          | 2015年3月28日  | 第四輯#2    |      |
| 不到長城非好漢                                                                                     | J2                          | 2013年7月18日  | 8           |      |
| 閃亮侶行 （슈퍼 커플 다이어리）                                                                    | J2                          | 2013年8月14日  | 5           |      |
| 台灣第一等                                                                                         | J2                          | 2013年9月12日  | 第一輯#13   |      |
| 台灣第一等                                                                                         | J2                          | 2014年5月27日  | 第二輯#13   |      |
| 台灣第一等                                                                                         | J2                          | 2014年11月25日 | 第三輯#26   |      |
| 台灣第一等                                                                                         | J2                          | 2015年5月26日  | 第四輯#26   |      |
| 台灣第一等                                                                                         | J2                          | 2016年4月11日  | 第五輯#26   |      |
| 台灣第一等                                                                                         | J2                          | 2017年11月16日 | 第六輯#26   |      |
| 台灣第一等                                                                                         | J2                          | 2018年12月11日 | 第七輯#26   |      |
| 小鎮風情                                                                                           | J2                          | 2013年11月24日 | 13          |      |
| 廉遊達人情                                                                                         | J2                          | 2014年1月18日  | 14          |      |
| 最佳拍擋澳洲行 （슈퍼 커플 다이어리）                                                              | J2                          | 2014年4月9日   | 10          |      |
| 孖T愛漫遊 （(Roam）                                                                                | J2                          | 2014年5月4日   | 10          |      |
| 敢玩巴西! （This Is Brazil）                                                                       | J2                          | 2014年5月7日   | 6           |      |
| 冒險JAPAN （地冒険JAPAN! 関ジャニ∞MAP）                                                            | J2                          | 2014年7月7日   | 第一輯#22   |      |
| 冒險JAPAN （地冒険JAPAN! 関ジャニ∞MAP）                                                            | J2                          | 2014年9月22日  | 第二輯#18   |      |
| 冒險JAPAN （地冒険JAPAN! 関ジャニ∞MAP）                                                            | J2                          | 2014年11月24日 | 第三輯#28   |      |
| 大隻B自由行 （Bondi Vet）                                                                          | J2                          | 2014年8月24日  | 13          |      |
| 發現地中海                                                                                         | J2                          | 2014年8月26日  | 13          |      |
| 南遊物語 （Jason Down Under）                                                                      | J2                          | 2014年9月9日   | 7           |      |
| 孖兄弟．去旅行 （Two Brothers Two Cities）                                                         | J2                          | 2014年11月14日 | 8           |      |
| 赤足舞蹈行 （Bare Feet™ with Mickela Mallozzi）                                                    | J2                          | 2014年11月16日 | 第一季#13   |      |
| 赤足舞蹈行 （Bare Feet™ with Mickela Mallozzi）                                                    | 無綫財經台                  | 2017年8月20日  | 第二季#13   |      |
| 型男闖世界                                                                                         | J2                          | 2015年1月5日   | 第一輯#13   |      |
| 型男闖世界                                                                                         | J2                          | 2015年4月6日   | 第二輯#13   |      |
| 愛玩客：詹詹自喜遊                                                                                 | 高清翡翠台                  | 2015年1月11日  | 第一輯#26   |      |
| 愛玩客：詹詹自喜遊                                                                                 | 高清翡翠台                  | 2015年7月12日  | 第二輯#26   |      |
| 愛玩客：詹詹自喜遊                                                                                 | 為食台                      | 2016年9月17日  | 第三輯#26   |      |
| 飛自遊                                                                                             | J2                          | 2015年1月16日  | 11          |      |
| ONLINE自遊行 （SNS 원정대 일단 띄워）                                                              | J2                          | 2015年2月11日  | 5           |      |
| 最佳拍檔加國行 （Real Mate 최정원&최정민 in 토론토）                                               | J2                          | 2015年3月7日   | 2           |      |
| 環球慶典 FIESTA                                                                                    | J2                          | 2015年3月25日  | 8           |      |
| 最佳拍檔塞班行 （Real Mate in 사이판, 이현우&박지빈）                                              | J2                          | 2015年4月3日   | 2           |      |
| 地球的慶典                                                                                         | J2                          | 2015年12月21日 | 第一輯#13   |      |
| 地球的慶典                                                                                         | J2                          | 2017年6月8日   | 第二輯#13   |      |
| 閱讀青旅行                                                                                         | J2                          | 2016年9月14日  | 第一季#13   |      |
| 發現北緯30度                                                                                       | J5                          | 2017年1月14日  | 第一季#13   |      |
| 發現北緯30度                                                                                       | J5                          | 2017年4月22日  | 第二季#13   |      |
| 嗨! Let's Go                                                                                       | J2                          | 2017年3月7日   | 第一季#13   |      |
| 王子的移動城堡                                                                                     | J2                          | 2017年4月25日  | 第一季#13   |      |
| 秘境‧不思溢                                                                                        | 無綫財經台                  | 2017年8月19日  | 第一季#16   |      |
| 秘境‧不思溢                                                                                        | 無綫財經台／無綫財經·資訊台 | 2017年12月9日  | 第二季#13   |      |
| 秘境‧不思溢                                                                                        | 無綫財經·資訊台             | 2018年3月10日  | 第三季#13   |      |
| 野人追夢                                                                                           | J2                          | 2018年3月22日  | 13          |      |
| 我的非洲很有事                                                                                     | J2                          | 2019年1月18日  | 13          |      |

- 明珠台：世界80寶藏（Around the World in 80 Treasures）
- 明珠台：極道追縱（Pole to Pole）
- 明珠台：下一站新西蘭（Destination New Zealand）
- 明珠台：現代東方快車（Gavin Stamp's Orient Express）
- 明珠台：寶島故宮（Inside the Emperor's Treasure）

### 文化
- 明珠台：音樂之都（Classical Destinations）
- 明珠台：美樂悠揚名畫集（European Art at the MET）

### 訪談
- 明珠台：CEO秘笈（CEO Exchange Conversations In Leadership）
- 明珠台：千禧BB檔案（Child of Our Time）
- 明珠台：插翼難《逃》（Lockdown）

### 汽車
- 明珠台：Top Gear（Top Gear）
  - 明珠台：Top Gear（第十四季，2011年3月28日，無配音#7）
  - 明珠台：Top Gear（第十五季，2012年3月12日，無配音#7）
  - 明珠台：Top Gear（第十六季，2012年4月30日，無配音#7）
  - 明珠台：Top Gear 之占士邦名車誌（特別篇，2013年2月18日，無配音#1）
  - 明珠台：Top Gear（第十七季，2013年3月4日，無配音#6）
  - 明珠台：Top Gear（第十八季，2013年4月15日，無配音#7）
  - 明珠台：Top Gear（第十九季，2013年12月2日，無配音#7）
  - 明珠台：Top Gear（第二十季，2014年5月12日，無配音#6）
  - 明珠台：Top Gear（第二十一季，2015年4月6日，無配音#7）
  - 明珠台：Top Gear（第二十二季，2016年5月2日，無配音#10）
  - 明珠台：Top Gear（第二十三季，2017年3月27日，無配音#6）
  - 明珠台：Top Gear（第二十四季，2018年1月8日，無配音#7）

### 魔術
- 明珠台：解開魔法陣(Breaking the Magician's Code: Magic's Biggest Secrets Finally Revealed)
  - 明珠台：解開魔法陣1（2010年?月?日，自家配音#1）
  - 明珠台：解開魔法陣2（2010年?月?日，自家配音#1）
  - 明珠台：解開魔法陣3（2010年?月?日，自家配音#1）
  - 明珠台：解開魔法陣4（2010年?月?日，自家配音#1）
  - 明珠台：解開魔法陣5 逃出冰天（2010年?月?日，自家配音#1）
- 明珠台：解開魔法陣終極篇（Breaking the Magician's Code Magic's Biggest Secrets Finally Revealed，201?年?月?日，無配音#13）

## 音樂節目
| 节目名稱                                           | 頻道            | 首播日期       | 类型     | 集數                     | 備註  |
| 李雲迪2002演奏會                                   | 明珠台          | 不明           | 古典音樂 | 1                        |       |
| 柏林古典樂悠揚                                     | 明珠台          | 不明           | 古典音樂 | 1                        |       |
| 郎朗樂在北京                                       | 明珠台          | 不明           | 古典音樂 | 1                        |       |
| 譚晶北京長城音樂會                                 | 明珠台          | 不明           | 音樂會   | 1                        |       |
| 周日狂热夜                                         | 高清翡翠台      | 2008年4月5日   | 音樂     | 不明                     |       |
| Celine Dion閃爍拉斯維加斯                          | 高清翡翠台      | 2008年12月24日 | 音樂會   | 1                        |       |
| Music Station人氣經典50強 ミュージックステーション | 高清翡翠台      | 2009年10月3日  | 音樂     | 1                        |       |
| 音樂万万岁                                         | 高清翡翠台      | 2010年11月27日 | 音樂     | 22(第一,二辑) 15(第三辑) |       |
| 華人星光大道                                       | J2              | 2011年11月19日 | 歌唱选秀 | 第一季#28                |       |
| 決戰星世代                                         | J2              | 2012年6月23日  | 歌唱选秀 | 4                        |       |
| Michael Bublé 聖誕愛回家                           | 明珠台          | 2012年12月14日 | 音樂會   | 1                        |       |
| iTunes 巨星匯 2012 iTunes Festival                 | 明珠台          | 2012年12月20日 | 音樂會   | 4                        | [ 1 ] |
| 中國好聲音澳門演唱會                               | TVB Good Show台 | 未知           | 音樂會   | 1                        | [ 2 ] |
| 中國好聲音                                         | 高清翡翠台      | 2013年3月24日  | 歌唱比賽 | 第一季#15                |       |
| 中國好聲音                                         | TVB Good Show台 | 2013年9月28日  | 歌唱比賽 | 第二季#15                | [ 2 ] |
| 中國好聲音                                         | 高清翡翠台      | 2014年8月24日  | 歌唱比賽 | 第三季#15                | [ 3 ] |
| Andrew Lloyd Webber 百老匯金曲四十載               | 明珠台          | 2014年1月31日  | 音樂會   | 1                        |       |
| 我是歌手                                           | 高清翡翠台      | 2014年2月23日  | 歌唱比賽 | 第二季#13                | [ 3 ] |
| 我是歌手                                           | 高清翡翠台      | 2014年12月28日 | 歌唱比賽 | 第一季#14                | [ 3 ] |
| 我是歌手                                           | TVB Window      | 2015年4月4日   | 歌唱比賽 | 第三季#14                | [ 2 ] |
| 我是歌手                                           | 綜藝台          | 2016年4月16日  | 歌唱比賽 | 第四季#14                | [ 2 ] |
| Jason Mraz Live：牛油果園音樂會                    | 明珠台          | 2014年9月21日  | 音樂會   | 1                        |       |

## 兒童節目
- 明珠台：芝麻街（Sesame Street）
- 明珠台：布公仔樂園（The Muppet Show）
- 明珠台：動物王國之謎（Secrets Of The Animal Kingdom）
- 明珠台: Fun寶寶（Fimbles）

## 大型製作節目

### 頒獎典禮
- 明珠台：奧斯卡金像獎頒獎典禮（Oscar Academy Awards）
- 明珠台：英國電影學院獎（The British Academy Film Awards）
- 明珠台：艾美獎（Emmy Awards）
- 明珠台：亞洲電視大獎（Asian Television Awards）
- 明珠台：亞洲電影大獎（Asian Film Awards）
- 明珠台：葛萊美獎（Grammy Awards）
- 明珠台：世界音樂獎（World Music Awards）
- 2012年12月15日明珠台：第21屆中國金雞百花電影節閉幕式暨第31屆大眾電影百花獎頒獎典禮
- 2012年12月25日J2：第47屆電視金鐘獎頒獎典禮

### 選美節目
- 明珠台：美國小姐競選（Miss USA）
- 明珠台：环球小姐競選（Miss Universe）

### 籌款節目
- 明珠台：悼念911英雄美國慈善義演（America: A Tribute to Heroes）
- 明珠台：群星同心賑災演唱會（Shelter from the Storm: A Concert for the Gulf Coast）
- 明珠台：關愛海地賑災行動（Hope for Haiti Now: A Global Benefit for Earthquake Relief）

### 文艺晚会
- 2020年1月26日翡翠台：2020年中央广播电视总台春节联欢晚会

## 特備節目
- 明珠台：全球追思米高積遜（Michael Jackson Memorial）
- 明珠台：米高積遜追思會（Michael Jackson Memorial）
- 2011年4月22日明珠台：世紀訂婚- 威廉與凱特（BBC製作）
- 2011年4月29日明珠台：世紀婚禮全直擊（The Royal Wedding）
- 2011年4月29日明珠台：「八」盡皇室婚禮

## 外部連結
- 香港電視台節目表

1. 1 2 3 4 5 6 7 8 9 10 11  曾于J2重播
2. 1 2 3 4 5 6 7 8 9 10 11 12 13  曾于高清翡翠台／J5／無綫財經台／無綫財經·資訊台重播
3. 1 2 3 4 5 6 7  無綫電視只有免費電視播映權，收費電視播映權由有線電視或Now寬頻電視擁有